# Gabriela, cuișoare și scorțișoară
Gabriela este unul din cele mai celebre romane ale scriitorului brazilian Jorge Amado, publicat în anul 1958.
Lucrarea este o revenire la așa-numitul ciclu de cacao, citând universul coloneilor, al huliganilor, prostituatelor și al scandalagiilor de diferit calibru ce pictau orizontul societății de cacao al acelei epoci.

## Rezumat
Gabriela este um roman împărțit în două părți, care la rândul lor sunt împărțite în alte două părți. Povestea începe în anul 1925 în orașul Ilhéus. 
Prima parte se numește “Un brazilian al Arabiei” și prima subdivizie a acesteia se concentrează  pe istoria a două personaje: Mundinho și Nacib. 
Mundinho este un om tânăr originar din Rio de Janeiro, care a emigrat în Ilhéus unde s-a îmbogățit în calitate de exportator și intenționează să accelereze dezvoltarea orașului, să îmbunătățească porturile și să răstoarne guvernul lui Bastos, conducătorul inapt.
Nacib Saad este un sirian, proprietar al barului Vezuviu, ce se regăsește în mijlocul unei mari tragedii personale: bucătăreasa lui alesese  să se mute cu fiul ei tocmai în momentul în care acesta se oferise să pregătească o cină deosebită pentru 30 de persoane sărbătorind deschiderea unei linii regulate de automobile în orașele Ilhéus și Itabuna.Nacib sfârșește prin a comanda mâncarea cu două gemene bătrâne necăsătorite, dar cum prețul era prea mare pentru a putea face asta în toate zilele, își petrece mare parte din timp în căutarea unui nou bucătar. 
La sfârșitul acestei mici părți, ne este prezentată Gabriela, un migrant care intenționează să se stabilească în Ilhéus, muncind ca bucătăreasă sau femeie în casă, în ciuda insistențelor amantului care intenționează să facă bani prin plantarea de cacao.
Cea de-a doua subdiviziune de numește “Singurătatea Gloriei” și se petrece într-o singură zi. În zorii-zilei sunt descoperite două corpuri pe plajă, o crimă pasională (fermierul Jesuino Mendonça, om care nu acceptă să fie înșelat, și-a ucis soția și amantul dentist, um tânăr nou-venit în oraș), generând multe discuții rentabile pentru proprietarul barului. Trebuie menționat că în comunitatea orașului Ilhéus a anilor 1920 toți dădeau dreptate fermierului, având certitudinea că el nu va face nici o zi de închisoare. Mai mult, Nacib riscă și o angajează pe Gabriela, chiar dacă nu are certitudinea cât de bună bucătăreasă este.
În timpul cinei sunt aduse în discuție diferențele politice între Mundinho (reprezentând opoziția) și Bastos (reprezentând guvernul actual) fiind declarat deschisă lupta pentru putere. Când se termină cina, spre marea surprindere a tuturor fără incidente între rivalii politici, Nacib se întoarce acasă și, intenționând să lase um cadou Gabrielei, termină în a petrece prima noapte de dragoste cu aceasta.
A doua parte se numește în mod corespunzător “Gabriela, cuișoare și scorțișoară” și prima subdiviziune a acesteia “Secretul Malvinei”, se petrece la aproximativ trei luni de la încheierea capitolului anterior, descriind trei probleme: cazul Malvina-Joshua-Gloria-Romulus, complicațiile politice și gelozia lui Nacib.
Să le luăm pe rând. Joshua (profesor în Ilhéus) era un admirator al Malvinei, fiica unui colonel cu spirit liber. Aceasta se îndrăgostește însă de  Romulus, inginerul chemat de Mundinho Falcão pentru a studia cazul mâlului(care navele mari să ancoreze în portul Ilhéus). Joshua este dezamăgit  și își îndreaptă interesul către Gloria, amanta întreținută de un alt colonel.
Romulus fuge din oraș în urma scandalului făcut de tatăl Malvinei care îl amenință cu moartea, iar Malvina,după ce se reface din bătaia aplicată de tată și înțelege că Romulus era prea fricos să fuga împreună cu ea, începe să-și facă planuri să se elibereze și să devină independente. Joshua, pe de alta parte, începe o aventură secreta cu Gloria, care începe să îl susțină financiar (viața de profesor nu era tocmai bine plătită).
În politică, se stîrnește competiția pentru voturi, ajungând la punctul în care colonelul Bastos își trimite susținătorii să ardă un întreg tiraj al ziarului lui Mundinho. Dar Mundinho continua să câștige teren odată cu sosirea inginerului Romulus.  Pierde însă avantajul când acesta își ia tălpășița în urma scandalului cu Malvina. Dar se repoziționează în frunte  când obține  promisiunea sosirii dragelor (nave special amenajate cu care se draghează) la Ilhéus. Nacib, care a dezvoltat între timp o relație cu Gabriela, este distrus de gelozie  - toată lumea o vrea pe Gabriela, parfum de cuișoare, culoarea scorțișoarei. Gabriela, fata curtată de toți clienții de la bar, fata a cărei mâncare era inegalabilă și care menținea curățenia în casa și în viața lui Nacib. Treptat, el își dă seama că este îndrăgostit de această fată și sfârșește prin a o cere în căsătorie după ultima încercare a  judecătorului de a cuceri inima fetei. Era însă momentul perfect pentru că alții începuseră deja să îi ofere Gabrielei  plantații de cacao pentru a fi a lor. Sfâșitul acestui capitol este marcat de nunta lui Nacib și a Gabrielei (doar civil, pentru că Nacib era musulman nepracticant), iar dragele ajung în portul din Ilhéus.
În ultima subdiviziune a celei de-a doua părți sunt rezolvate toate cazurile. Joshua și Gloria oficializează relația, fiind astfel expulsată din casa plătită de colonel. 
În  politică, după ce colonelul Ramiro Bastos își perde sprijinul în Itabuna(după ce dispune, fără succes, uciderea fostului său aliat; asasinul scapă cu ajutorul lui Gabrielei care îl cunoștea de pe vremea când era imigrant ca și ea) și moare în pace în somn, iar aliații săi recunosc că au greșit (loialitatea lor era față de om, și nu pentru ideile sale) terminând astfel războiul politic cu Mundinho și candidații lui. 
În ceea ce-i  privește Nacib și Gabriela ... Gabriela nu reușește deloc să se adapteze la noua viață ca  „doamna Saad“, spre disperarea Nacib. După numai șase luni, Nacib cere anularea căsătoriei după ce își surprinde soția în pat cu Tonico Bastos, nașul de căsătorie.
Inițial, potrtivit vechilor obiceiuri, cum Nacib nu se răzbunase ucigându-i pe amândoi, credea că întregul oraș va râde de el, fiind nevoit să părăsească orașul, așa cum făcuseră alții înaintea lui. Dar nimeni nu râde de Nacib; dimpotrivă, Tonico este umilit și părăsește orașul, căsătoria este anulată fără complicații (actele Gabrielei erau false) și Gabriela se mută de acasă.
Nacib este distrus, dar se reface puțin câte puțin. De asemenea, este terminată cu succes lucrarea în port, iar Nacib și Mundinho deschid un restaurant împreună, la etajul superior al barului Vezuviu. Este chemat un bucătar portughez renumit ... dar care, cu o zi înainte de deschidere restaurantului, este „invitat” să se retragă din oraș de admiratorii Gabrielei, care sfârșește prin a fi reangajată de Nacib ca bucătăreasă a restaurantului.
Câteva săptămâni mai târziu, Nacib reîncepe relația amoroasă cu Gabriela, la fel de fierbinte cum era la început, înainte de căsătorie.Într-un epilog, colonelul ucigaș, Jesuino Mendonça,  este condamnat la închisoare.

## Contextul istoric
În Ținuturile din Bahia orice bucată de pădure era râvnită. Jumătate Dumnezeu, jumătate diavol, oameni de departe veniți ca adevărați barbari și-au încercat norocul pe aceste meleaguri pentru a face avere. Deși barbari, și-au adus propria contribuție,construind orașe care au rămas ca moștenire generațiilor viitoare. Ei dețineau în acea epocă puterea de viață și de moarte asupra subordonaților.
La început, era doar bogăția naturală a zonelor mari înconjurate de deasa pădure Atlantică. Zeci de oameni au pătruns în pădurea ostilă să o taie din rădăcini. În interiorul ei au construit plantații și ferme de cacao. Au început săraci, fără nici un ban și needucați, ridicându-se în viața cu ajutorul macetei, a puștii, hrănindu-se cu carne uscată, făină și zahăr brun. Locuiau în colibe, dormind în hamace sau pe rogojini. În acest climat de neînțelegere și disconfort, înconjurați de pericol, triburi aborigene, faună sălbatică și boli s-a născut personalitatea mitică a neînfricaților COLONEI DE CACAO. Bogații producători de cacao erau numiți colonei, fără  a poseda de fapt titlul militar. În regiunea sudică a Bahiei, titlul era sinonim cu un om prosper și influent. 
Prin intermediul lor, precum și a mii de oameni umiliți și masacrați, care nu au fost la fel de norocoși, orașele s-au născut pentru gloria regiunii. Coloneii de cacao au transformat aceste ținuturi scene unde să-și exercite puterea, făcându-se ascultați, alegând reprezentanți politici, uzurpând proprietăți, manipulând autorități și, atunci când lăcomia era de nesăturat, trimițând oameni înarmați să-i asasineze pe micii fermieri de cacao în ambuscade sau să-i  hărțuiască până când aceștia cedau, ajungând să lucreze pentru călăul însuși, și în consecință prierzându-și propriile culturi în favoarea coloneilor. De multe ori, muncitorul  îndemânat la trasul cu pușca, îmbina munca agricolă cu cea de paznic al colonelului, de multe ori fiind trimiși să ucidă adversarii. 
Cu ajutorul crucial al acestora, orașele Ilhéus și Itabuna, din sudul Bahiei, au trăit o perioadă de prosperitate economică, ca urmare a producției de cacao din regiune, care a atins prețuri internaționale ridicate. Faima orașelor Ilhéus și Itabuna a fost mondială. Împreună cu ea au sosit imigranți străini, majoritatea comercianți sirieni / libanezi, toți numiți „turci“. Ei au supraviețuit ca ambulanți, vânzând din fermă în fermă, și implantând bucătăria arabă ca una dintre caracteristicile regiunii de cacao din Bahia. 
Este cunoscut faptul că datorită coloneilor de cacao, în perioada de aur a plantațiilor de cacao, sudul Bahiei a ajuns să fie responsabil pentru 40% din activitatea financiară a statului. Astăzi, coloneii de cacao suunt foști zei, relicve ale trecutului, cultivarea de cacao trecând de la opulență la degradare.
În Ilhéus, Misael Tavares a fost cel mai puternic dintre colonei. În Itabuna, au rămas în istorie nume ca José Firmino Alves, Henrique Alves dos Reis și Paulino Vieira.
Moștenitorii au risipit averea părinților, practicînd tot felul de extravaganțe. Au apărut apoi boli în copaci și fructele de cacao. Cufundați în datorii, moștenitorii coloneilor de cacao au întors spatele regiunii.

## Traduceri
Gabriela este romanul lui Jorge Amado cu cel mai mare număr de traduceri, ediții fiind publicate în arabă, bulgară, catalană, chineză, daneză, slovacă, slovenă, spaniolă, estonă, finlandeză, franceză, georgiană, greacă, ebraică, maghiară , engleză, italiană, lituaniană, macedoneană, moldovenească, norvegiană, persană, poloneză, română, rusă, suedeză, cehă, turcă și ucraineană.